# Short track na Zimowych Igrzyskach Olimpijskich 2018
Short track na Zimowych Igrzyskach Olimpijskich 2018 – jedna z dyscyplin rozgrywanych podczas igrzysk w dniach 10–22 lutego 2018 w Gangneung, w Korei Południowej. Zawody odbyły się w ośmiu konkurencjach: 500, 1000, 1500 m mężczyzn i kobiet, a także sztafeta na 5000 m mężczyzn i na 3000 m kobiet.

## Kwalifikacje
Na igrzyskach wystąpiło łącznie 120 zawodników (po 60 kobiet i mężczyzn). Reprezentacje miały przydzielone miejsca w oparciu o Puchar Świata 2017/2018. Każda reprezentacja mogła zgłosić maksymalnie po 5 mężczyzn i kobiet pod warunkiem uzyskania przez sztafetę kwalifikacji lub po 3 mężczyzn i kobiet, jeśli sztafeta nie zdołała się zakwalifikować. Gospodarze mieli zagwarantowane 10 miejsc w zawodach.

## Terminarz
Oficjalny terminarz igrzysk.
| Data      | Godzina                         | Konkurencja                           | Mistrz IO 2014   |
| --------- | ------------------------------- | ------------------------------------- | ---------------- |
| 10 lutego | 19:00 (UTC+09:00) / 11:00 (CET) | 1500 m mężczyzn (finał)               | Charles Hamelin  |
| 10 lutego | 19:00 (UTC+09:00) / 11:00 (CET) | 500 m kobiet (kwalifikacje)           |                  |
| 10 lutego | 19:00 (UTC+09:00) / 11:00 (CET) | Sztafeta 3000 m kobiet (kwalifikacje) |                  |
| 13 lutego | 19:00 (UTC+09:00) / 11:00 (CET) | 500 m kobiet (finał)                  | Li Jianrou       |
| 13 lutego | 19:00 (UTC+09:00) / 11:00 (CET) | 1000 m mężczyzn (kwalifikacje)        |                  |
| 13 lutego | 19:00 (UTC+09:00) / 11:00 (CET) | Sztafeta 5000 mężczyzn (kwalifikacje) |                  |
| 17 lutego | 19:00 (UTC+09:00) / 11:00 (CET) | 1500 m kobiet (finał)                 | Zhou Yang        |
| 17 lutego | 19:00 (UTC+09:00) / 11:00 (CET) | 1000 m mężczyzn (finał)               | Wiktor Ahn       |
| 20 lutego | 19:00 (UTC+09:00) / 11:00 (CET) | 1000 m kobiet (kwalifikacje)          |                  |
| 20 lutego | 19:00 (UTC+09:00) / 11:00 (CET) | 500 m mężczyzn (kwalifikacje)         |                  |
| 20 lutego | 19:00 (UTC+09:00) / 11:00 (CET) | Sztafeta 3000 kobiet (finał)          | Korea Południowa |
| 22 lutego | 19:00 (UTC+09:00) / 11:00 (CET) | 500 m mężczyzn (finał)                | Wiktor Ahn       |
| 22 lutego | 19:00 (UTC+09:00) / 11:00 (CET) | 1000 m kobiet (finał)                 | Park Seung-hi    |
| 22 lutego | 19:00 (UTC+09:00) / 11:00 (CET) | Sztafeta 5000 m mężczyzn (finał)      | Rosja            |

## Medaliści
| Konkurencja | Złoto             | Czas     | Srebro             | Czas     | Brąz                      | Czas      |
| Mężczyźni   |                   |          |                    |          |                           |           |
| 500 m       | Wu Dajing         | 39,584   | Hwang Dae-heon     | 39,854   | Lim Hyo-jun               | 39,919    |
| 1000 m      | Samuel Girard     | 1:24,650 | John-Henry Krueger | 1:24,864 | Seo Yi-ra                 | 1:31,619  |
| 1500 m      | Lim Hyo-jun       | 2:10,485 | Sjinkie Knegt      | 2:10,555 | Siemion Jelistratow (OAR) | 2:10,687  |
| Sztafeta    | Węgry             | 6:31,971 | Chiny              | 6:32,035 | Kanada                    | 6:32,282  |
| Kobiety     |                   |          |                    |          |                           |           |
| 500 m       | Arianna Fontana   | 42,569   | Yara van Kerkhof   | 43,256   | Kim Boutin                | 43,881    |
| 1000 m      | Suzanne Schulting | 1:29,778 | Kim Boutin         | 1:29,956 | Arianna Fontana           | 1:30,656  |
| 1500 m      | Choi Min-jeong    | 2:24,948 | Li Jinju           | 2:25,703 | Kim Boutin                | 2:25,834  |
| Sztafeta    | Korea Południowa  | 4:07,361 | Włochy             | 4:15,901 | Holandia                  | 4:03,471* |

- Sztafeta holenderska zdobyła brązowy medal w wyniku dyskwalifikacji sztafet chińskiej i kanadyjskiej (Holenderki zwyciężyły w finale B).